# 小行星7115
小行星7115（7115 Franciscuszeno）是一颗绕太阳运转的小行星，为主小行星带小行星。该小行星于1986年11月29日发现。

## 轨道参数
小行星7115的轨道半长轴为3.1597840 UA，离心率为0.146。